# Novo Selo (Želino)
Novo Selo (makedonsky: Ново Село, albánsky: Novosellë) je vesnice v Severní Makedonii. Nachází se v opštině Želino v Položském regionu.

## Geografie
Novo Selo se nachází v oblasti Položská kotlina. Leží u horního toku řeky Suvodolica, na severních svazích Suve Gory.

## Historie
Podle záznamů Vasila Kančova zde v roce 1900 žilo 165 obyvatel albánské národnosti, vyznávajících islám.

## Demografie
Podle sčítání lidu z roku 2021 žije ve vesnici 602 obyvatel, etnickými skupinami jsou:
- Albánci – 542
- ostatní – 60